# Шелонь
Шело́нь (устар. Шалонь) — средняя река в Псковской и Новгородской областях России. Впадает с запада в озеро Ильмень.
Длина реки — 248 км, площадь водосборного бассейна — 9710 км². Среднегодовой расход воды в 59 км от устья 43,6 м³/с. Принадлежит к бассейну Балтийского моря.
На реке расположены города Порхов, Сольцы, а также крупные посёлки — Дедовичи и Шимск.
Крупные притоки — Мшага, Ситня, Удоха, Уза, Судома, Ильзна (слева), Колошка, Лемёнка, Люта, Щилинка, Полонка, Белка, Северка (справа).
В бассейне реки часто встречаются минеральные источники.
Река судоходна в низовьях, от города Сольцы до устья.

## Физико-географическая характеристика

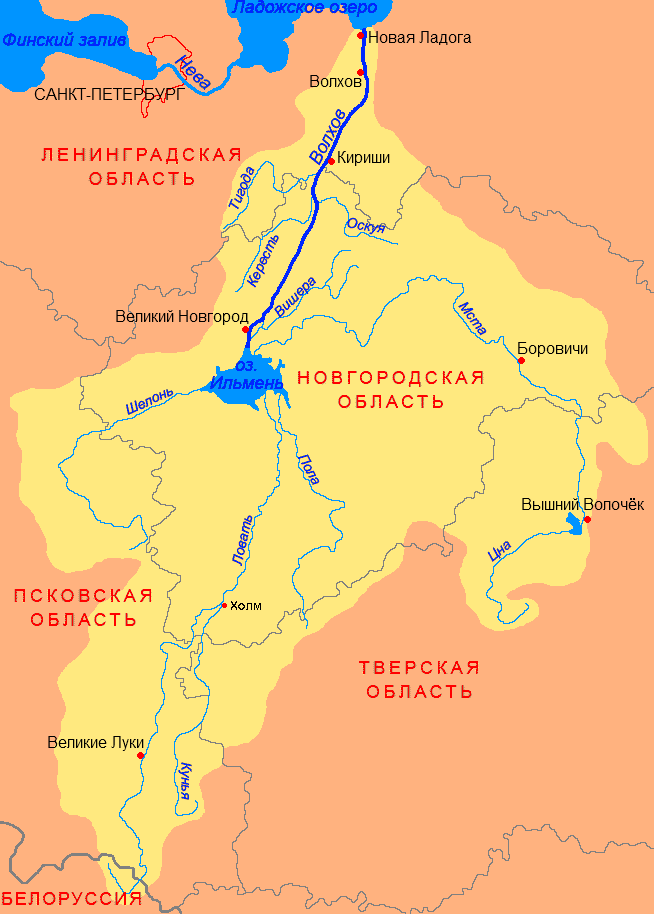
Бассейн Волхова и озера Ильмень

Шелонь начинается в больших болотах, в 23 км к юго-востоку от посёлка Дедовичи, в частности, в 1 км к юго-востоку от озера Селезень рядом с урочищем (бывшей деревней) Новая Слобода (у деревни Городовик Сосонской волости) Дедовичского района близ границы с Бежаницким районом Псковской области и в целом недалеко от границы с Новгородской областью.
Первые километры — небольшой ручей, у Болотни русло входит в протяжённое водохранилище при слиянии с руслом р. Болотинки. Ширина водохранилища достигает в некоторых местах 400—450 метров. Чуть выше Дедовичей, у Пионерного находится плотина и ГРЭС. За плотиной ширина реки составляет около 30 метров. Далее Шелонь течёт по равнине, иногда ускоряясь на небольших каменистых порожках (всего на Шелони более 40 порогов), берега невысокие, глубина небольшая — 1,5—2 метра.
За впадением в Шелонь правого притоки Белки расположена усадьба Холомки — бывшее имение ректора Петербургского политехнического института А. Г. Гагарина.
Перед г. Порхов и за ним, берега реки повышаются и покрываются сосновыми лесами. Ширина реки в городе Порхов составляет около 40 метров, однако, активно собирая воду множества речек, стекающих с Судомской и Лужской возвышенностей к западу от Ильменя, Шелонь быстро расширяется и в г. Сольцы её ширина достигает уже 70 метров, в Шимске — около 300 метров, а близ устья она разливается на несколько километров. Между границей Новгородской области и Сольцами на реке расположена череда небольших порожков. Ниже Сольцов река успокаивается и становится доступной для судов.
Шелонь впадает в озеро Ильмень в его западной части, образуя дельту площадью 10 км².

## История
В ганзейских документах XV века не раз сообщается о так называемом Лужском пути, который связывал Великий Новгород с Финским заливом. По Шелони проходил один из его участков: Волхов — Ильмень — Шелонь — Мшага — Киба — волок до реки Луга и далее по Луге в Финский залив. Лужский путь был важнейшей транспортной артерией и активно использовался, когда традиционный путь Волхов — Ладога — Нева был по каким-то причинам блокирован.
В 1471 году на левом берегу реки Шелони, в районе нынешних деревень Скирино и Велебицы (Выбитское сельское поселение Солецкого района Новгородской области) произошла Шелонская битва между московскими войсками и новгородским ополчением, предрешившая конец Новгородской республики.
Также в честь реки была названа Шелонская пятина.

## Притоки
Список
(указано расстояние от устья)
- 9 км: река Векша (пр)
- 14 км: река Углянка (пр)
- 18 км: река Струпенка (лв)
- 19 км: река Мшага (лв)
- 21 км: река Сосенка (пр)
- 32 км: ручей Турьевский (пр)
- 35 км: река Колошка (пр)
- 42 км: река Крутец (лв)
- 48 км: река Милиц (лв)
- 51 км: река Боровенка (пр)
- 57 км: река Патчерка (Колешовка) (пр)
- 64 км: река Ситня (лв)
- 71 км: река Лемёнка (пр)
- 82 км: река Люта (пр)
- 93 км: река Удоха (лв)
- 103 км: река Дрязженка (лв)
- 106 км: река Щилинка (Красуха) (пр)
- 112 км: река Демянка (Тенюха, Демьянка) (лв)
- 120 км: река Уза (лв)
- 125 км: река Полонка (пр)
- 145 км: ручей Бахаревка (лв)
- 148 км: река Белка (пр)
- 151 км: ручей Любава (лв)
- 153 км: река Тишинка (лв)
- 165 км: ручей Дубеченок (пр)
- 178 км: река Судома (лв)
- 185 км: река Ильзна (лв)
- 200 км: река Городянка (лв)
- 210 км: река Северка (Севера) (пр)
- 215 км: ручей Грибковский (пр)
- 221 км: река Болотинка (пр)

Таблица

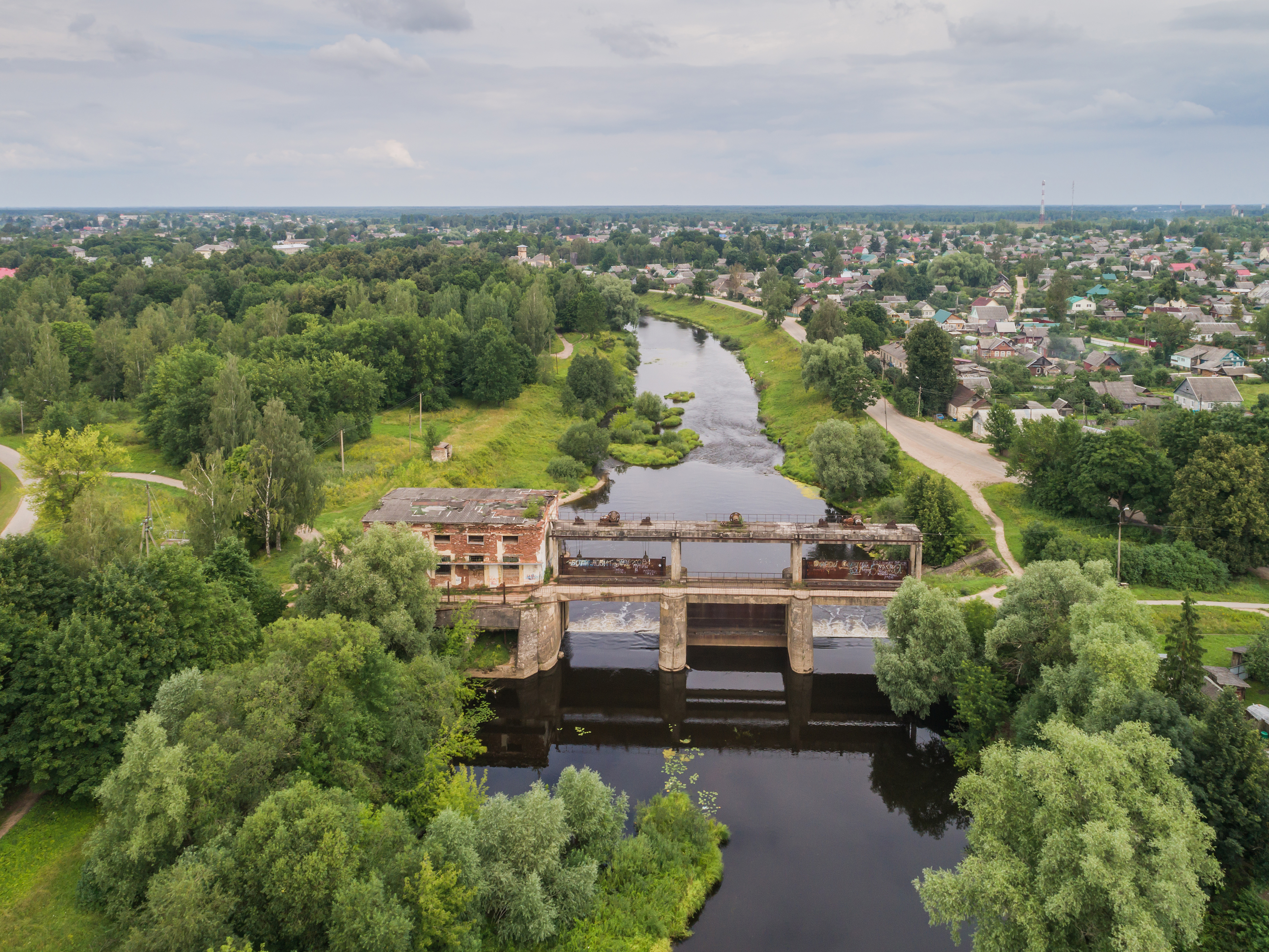
Шелонь и бывшая ГЭС в центре Порхова

В приведённой ниже таблице указаны все левые и правые притоки реки Шелонь (кроме ручьёв и безымянных рек), от устья к истоку, а также их крупные притоки длиной свыше 30 км.
| Расстоя- ние от устья (км) | Левый приток / Правый приток | Притоки притоков           | Длина (км) | Площадь водо- сбора (км²) |
| -------------------------- | ---------------------------- | -------------------------- | ---------- | ------------------------- |
| 9                          | Векша                        |                            | 23         | 62                        |
| 14                         | Углянка                      |                            | 17         |                           |
| 18                         | Струпенка                    |                            | 35         | 210                       |
| 19                         | Мшага                        |                            | 106        | 1540                      |
|                            | ↑                            | Мшажка (справа)            | 32         | 189                       |
| 21                         | Сосенка                      |                            | 25         | 108                       |
| 35                         | Колошка                      |                            | 48         | 413                       |
| 42                         | Крутец                       |                            | 14         |                           |
| 48                         | Милиц                        |                            | 13         | 70                        |
| 51                         | Боровенка                    |                            | 22         | 68                        |
| 57                         | Патчерка (Колешовка)         |                            | 20         | 70                        |
| 64                         | Ситня                        |                            | 117        | 1020                      |
| 71                         | Лемёнка                      |                            | 23         | 151                       |
| 82                         | Люта                         |                            | 38         | 276                       |
| 93                         | Удоха                        |                            | 52         | 330                       |
| 103                        | Дрязженка (Дряжжинка)        |                            | 14         |                           |
| 106                        | Щилинка (Красуха)            |                            | 34         | 245                       |
| 112                        | Демянка (Тенюха, Демьянка)   |                            | 30         | 232                       |
| 120                        | Уза                          |                            | 98         | 732                       |
|                            | ↑                            | Дубенка (слева)            | 33         | 148                       |
| 125                        | Полонка                      |                            | 69         | 473                       |
| 148                        | Белка                        |                            | 61         | 641                       |
|                            | ↑                            | Дубенка (Дубянка) (справа) | 39         | 134                       |
| 153                        | Тишинка                      |                            | 23         | 105                       |
| 178                        | Судома                       |                            | 65         | 480                       |
| 185                        | Ильзна                       |                            | 44         | 243                       |
| 200                        | Городянка                    |                            | 21         | 124                       |
| 210                        | Северка                      |                            | 33         | 286                       |
| 221                        | Болотинка                    |                            | 19         |                           |